# Reijo Ståhlberg
Reijo Ståhlberg (Reijo Einar Ståhlberg; * 21. September 1952 in Ekenäs) ist ein ehemaliger finnischer Kugelstoßer.
1974 wurde er Elfter bei den Europameisterschaften in Rom und 1976 Zwölfter bei den Olympischen Spielen in Montreal. 1978 siegte er bei den Halleneuropameisterschaften in Mailand und wurde Fünfter bei den Europameisterschaften in Prag.
Einer weiteren Goldmedaille bei den Halleneuropameisterschaften 1979 in Wien und einer Silbermedaille bei der Universiade im selben Jahr folgte ein vierter Platz bei den Olympischen Spielen 1980 in Moskau.
1981 in Grenoble wurde er zum dritten Mal Halleneuropameister, 1982 wurde er Neunter bei den Europameisterschaften in Athen.
Neunmal wurde er finnischer Meister im Freien (1973, 1974, 1976–1982) und sechsmal in der Halle (1973, 1976, 1977, 1979, 1981, 1982).

## Persönliche Bestleistungen
- Kugelstoßen: 21,69 m, 5. Mai 1979, Fresno
  - Halle: 20,54 m, 11. Februar 1979, Otaniemi